# Gerard Encuentra
Gerard Encuentra Bellmunt (Lérida, España, 9 de enero de 1990) es un entrenador español de baloncesto. Actualmente dirige al Força Lleida Club Esportiu de la Liga ACB.

## Trayectoria
Gerard comenzó su trayectoria en el mundo del baloncesto formándose en las categorías inferiores del Club Basquet Pardinyes, con el que llegó a ser entrenador ayudante de Jorge Serna Bardavío durante las temporadas 2014-15 y 2015-16 en Liga EBA.
En verano de 2016, tras la salida de Jorge Serna Bardavío al Força Lleida Club Esportiu como entrenador asistente de Borja Comenge, Gerard coge las riendas del primer equipo del Club Basquet Pardinyes en Liga EBA, al que dirigiría durante 5 temporadas.
En la temporada 2018-19, lograría el ascenso con el Club Basquet Pardinyes a LEB Plata.
En las siguientes dos temporadas, Gerard lograría mantener al conjunto leridano en LEB Plata, acabando en séptimo y noveno puesto de la liga regular, respectivamente.
El 14 de junio de 2021, firma por el Força Lleida Club Esportiu de la Liga LEB Oro por dos temporadas.

## Clubes
- 2014-16 Club Basquet Pardinyes (Entrenador Ayudante) - Liga EBA
- 2016-19 Club Basquet Pardinyes (Entrenador) - Liga EBA
- 2019-21 Club Basquet Pardinyes (Entrenador) - Liga LEB Plata
- 2021-Act. Força Lleida Club Esportiu (Entrenador) - LEB Oro/Liga ACB

## Palmarés
- Ascenso con Club Basquet Pardinyes a Liga LEB Plata (2018-19)
- Liga Catalana LEB con Club Basquet Pardinyes (2019-20)
- Liga Catalana LEB ORO con Força Lleida (2022-23)
- Liga Catalana LEB con Força Lleida (2023-24)
- Ascenso liga ACB con Força Lleida (2023-24)